# Sinfín
Sinfín (2005) és una pel·lícula dirigida per Manuel Sanabría i Carlos Villaverde, àlies Pocho, creadors del film La fiesta. Està protagonitzada, entre d'altres, per Dani Martín, Nancho Novo, El Sevilla, Armando del Río i Ana Álvarez. La pel·lícula va comptar amb bon repartiment i distribució, però no va tenir l'èxit esperat per a la producció. La pel·lícula ret homenatge als grans roquers de diferents generacions, i al món del rock and roll en general.

## Argument
Anys 80. Javi (Jorge Sanz), Nacho (Nancho Novo), Rafa (Armando del Río), Larry (El Sevilla) i Laura (Ana Álvarez) formen el grup d'èxit Sinfín. Tot canvia quan Javi descobreix que la seva núvia Laura està enamorada del seu amic Rafa i el primer mor previ al concert a Las Ventas per sobredosis de cocaïna.
Anys 2000. Iván (Dani Martín), el germà petit del difunt Javi, vol fer-se un buit en el món de la música, però sembla que és més difícil del que ell creia. Quan el mànager de Sinfín (Carlos Iglesias) ho descobreix, decideix reunir el grup amb el nou líder. Així serà com, uns vint anys després, el grup, amb més canes i alguns quilos de més, torni a reunir-se per a tocar una última cançó.

## Repartiment
- Jorge Sanz - Javi
- Dani Martín - Iván
- Nancho Novo - Nacho
- Armando del Río - Rafa
- El Sevilla - Larry
- Ana Álvarez - Laura
- Carlos Iglesias - Álex
- Enrique San Francisco...	Lucena

## Nominacions
- Goya a la millor cançó original: Dani Martín per Laura.[4]